# Thérèse Liotard
Pour les articles homonymes, voir Liotard.

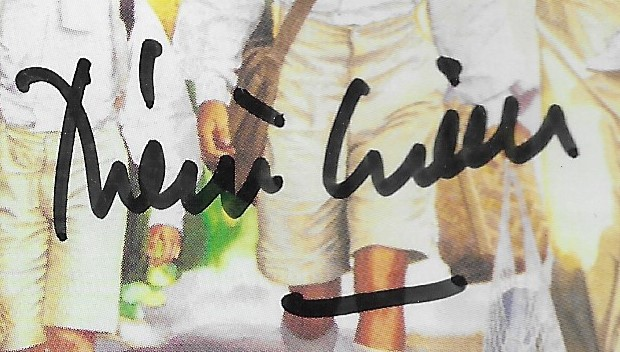
Signature de Thérèse Liotard.

Thérèse Liotard est une actrice française, née le 6 mai 1946 à Lille.

## Biographie
Thérèse Liotard, à sa sortie du conservatoire de Bordeaux, débute à la télévision au début des années 1970 comme speakerine, remplaçant durant l'été ses consœurs de l'ORTF (18e photo en partant du haut, de la page ci-dessous référencée).
Elle a tourné au cinéma avec Michel Deville, Roger Vadim, Costa-Gavras, Agnès Varda, Patrice Leconte, Bertrand Tavernier, Luigi Comencini, Claude Sautet, Benoît Jacquot, Yves Robert ou Jean-Loup Hubert.
Dans les années 70, elle multiplie les rôles à la télévision dans des séries populaires comme Arsène Lupin, Les Compagnons d'Eleusis, Commissaire Moulin , Docteur Erika Werner devenant une figure coutumière du petit écran.
Ses rôles les plus connus demeurent Suzanne, l'une des deux héroïnes de L'une chante, l'autre pas, Françoise, en couple avec Daniel (Bernard Giraudeau) dans Viens chez moi, j'habite chez une copine, la tante Rose dans La Gloire de mon père et Le Château de ma mère d'Yves Robert, la Mama dans Un enfant de Calabre de Luigi Comencini et la sœur de Dominique Lavanant dans Quelques jours avec moi. Elle a aussi joué un rôle récurrent dans une série policière britannique, Bergerac.
Dans l'émission Un jour, un destin diffusée sur France 2 le 5 septembre 2012, elle rend hommage à Bernard Giraudeau.
Depuis quelques années, plus ou moins retirée, elle donne des cours de théâtre, d'abord à Paris, puis à Sens, dans l'Yonne, depuis septembre 2016 .
Elle reçoit le prix « Reconnaissance des cinéphiles » à Puget-Théniers le 7 septembre 2018 décerné par l'association « Souvenance de Cinéphiles » pour l'ensemble de sa carrière.

## Filmographie

### Cinéma
- 1970 : Le Distrait de Pierre Richard : une hôtesse
- 1970 : Raphaël ou le débauché de Michel Deville : une invitée chez Francesca
- 1974 : La Jeune Fille assassinée de Roger Vadim : Louise
- 1975 : Section spéciale de Costa-Gavras : la sœur de Monsieur Lafarge
- 1976 : Plaisir d'amour en Iran d'Agnès Varda (court-métrage) : récitante
- 1977 : L'une chante, l'autre pas d'Agnès Varda : Suzanne Galibier Aubanel
- 1978 : Une épouse romantique de Robert Réa (court-métrage)
- 1979 : La Fille de Prague avec un sac très lourd de Danielle Jaeggi : Sophie
- 1980 : La Mort en direct de Bertrand Tavernier : Tracey
- 1981 : Viens chez moi, j'habite chez une copine de Patrice Leconte : Françoise
- 1985 : Drôle de samedi de Tunç Okan : l'institutrice
- 1987 : Un enfant de Calabre (Un ragazzo di Calabria) de Luigi Comencini : Maria Sileca
- 1988 : Quelques jours avec moi de Claude Sautet : Régine
- 1990 : La Gloire de mon père d'Yves Robert : Tante Rose
- 1990 : Le Château de ma mère d'Yves Robert : Tante Rose
- 1990 : La Désenchantée de Benoît Jacquot : la mère de Beth
- 1991 : Les Enfants du vent de Krzysztof Rogulski : Maria
- 1993 : À cause d'elle de Jean-Loup Hubert : Madame Hervy
- 1997 : Marthe de Jean-Loup Hubert : Rose Bireau
- 1998 : Coquillettes de Joséphine Flasseur (court-métrage)
- 1999 : Pas de scandale de Benoît Jacquot : Madame Guérin
- 2004 : Trois petites filles de Jean-Loup Hubert : la mère de Pauline
- 2013 : Le Bonheur de Fabrice Grange : la mère d'Alice

### Télévision
- 1973 : De la valeur des choses (téléfilm) : Elle
- 1973 : Molière pour rire et pour pleurer de Marcel Camus, (Feuilleton TV) : Catherine de Surlis
- 1973 : Arsène Lupin, Le Mystère de Gesvres : Raymonde de Saint-Véran
- 1973 : L'Étrange histoire d'une aboyeuse (Téléfilm) : L'aboyeuse
- 1973 : Du plomb dans la tête de Roger Dallier (Série TV) : Françoise Fuselier
- 1974 : Malicroix (Téléfilm) : Anne-Madeleine/Delphine
- 1975 : Une ténébreuse affaire (Téléfilm) : Laurence de Cinq-Cygne
- 1975 : Les Compagnons d'Eleusis de Claude Grinberg (Série TV) : Sophie
- 1976 : Le Chirurgien de Saint-Chad (Série TV)
- 1976 : Commissaire Moulin (Episode : Ricochets) : Evelyne
- 1979 : Histoires insolites ((épisode : La boucle d'oreille) : Jeanne
- 1980 : Histoires étranges (épisode : Le marchand de sable) : Grette
- 1980 : Comme le temps passe (Téléfilm) : Florence
- 1980 : Les Chevaux du soleil (Série TV) : Marguerite
- 1981 : Cinq-Mars de Jean-Claude Brialy : Marie de Conzagues
- 1981 : L'œil de la nuit (épisode : Le fantôme est amoureux) : Eve de Trehoren
- 1982 : L'Ombre sur la plage (Téléfilm) : Catherine
- 1982 : Cinéma 16 - L'Amour s'invente de Didier Decoin (Série TV) : Eva Levisson
- 1982 : Pleine Lune (Téléfilm) : Evelyne
- 1983, 1990-1991 : Bergerac (Série TV) : Danielle Aubry
- 1985 : Messieurs les jurés (Série TV) : Nicole Cerilly
- 1987 : Le secret de l'héritier (Cloud Waltzing) (téléfilm) : Monique
- 1987 : Hôtel de police (épisode : Protection rapprochée) : Sophie Marchand
- 1989 : Le Train de Vienne - Cycle Simenon (Téléfilm) : Suzanne
- 1990 : Coupable ou non coupable (épisode : La confessione) : brigatista
- 1991 : L'Irlandaise (Téléfilm) : Liliane
- 1992 : Coup de chance (Téléfilm) : Hélène
- 1992 : Les mercredis de la vie (épisode : Pour trois jours de bonheur) : Jeanne
- 1992 : Relectures (épisode : Thérèse Raquin) : la lectrice/Thérèse Raquin
- 1995 : La Mal-aimée (Téléfilm) : Catherine
- 1995 : La Musique de l'amour : Chouchou de James Cellan Jones, (Téléfilm) : Chouchou
- 1995 : Le Groom (Téléfilm) : Elise
- 1996 : Le propre de l'homme (Téléfilm) : Hélène Hunt
- 1996 : Les Enfants du mensonge (Téléfilm) : Marianne
- 1997 : Féminin masculine (Téléfilm) : Anna
- 1997 : La Belle Vie (Série TV) : Denise Gazan
- 1997 : La Mondaine (Série TV) : Florence
- 1998 : La Clef des champs de Charles Nemes (Série TV) : Dominique Pujol
- 1999 : Mélissol (Série TV) : Valérie
- 1999 : Jacotte (épisode : Coquilles brisées)
- 1999 : Docteur Sylvestre (Série TV) : Juliette
- 2000 : Mix-cité (Téléfilm) : Aline
- 2001 : La Course en fête (Téléfilm) : Thérisia
- 2002 et 2005 : Marc Eliot de Tito Topin (Série TV) : Marice Clavel / Caroline Deutsch
- 2003 : Il court, il court le furet (Téléfilm) : Nathalie
- 2004 : Navarro (Série TV) : Madame Sorel
- 2004 : Maigret (Série TV) : La comtesse
- 2005 : Le juge est une femme (Série TV) : Véronique Claret
- 2005 : Un prof en cuisine de Christiane Lehérissey (Téléfilm) : Mireille Bompré
- 2008 : Scénario contre les discriminations (épisode : Un excellent dossier) : la propriétaire
- 2010 : Le Grand Restaurant de Gérard Pullicino (Téléfilm) : Une cliente du restaurant
- 2010 : Histoires de vies (Série TV) : Gisèle
- 2011 : I love Périgord de Charles Nemes (Téléfilm) : Béa

## Théâtre
- 1972 : Le Poignard masqué d'Auguste Anicet-Bourgeois, mise en scène Jacques Seiler, Théâtre Hébertot
- 1975 : On loge la nuit-café à l'eau de Jean-Michel Ribes, mise en scène de l'auteur, Festival du Marais Hôtel de Donon, Espace Pierre Cardin
- 1979 : Platonov d'Anton Tchekov, mise en scène Gabriel Garran, Théâtre de la Commune
- 1981 : Madame est sortie de Pascal Jardin, mise en scène Pierre Boutron, Comédie des Champs-Élysées
- 1987 : L'Hurluberlu de Jean Anouilh, mise en scène Gérard Vergez, Théâtre du Palais-Royal
- 1990 : La Religion portugaise d'après les Lettres portugaises de Gabriel de Guilleragues, mise en scène Philippe Ferran, Théâtre du Rond-Point
- 1992 : Les Passions de Pierre Franck, d'après Germaine de Staël, mise en scène Pierre Franck, Théâtre de l'Atelier
- 2007 : Poker de Jean Cassiès, mise en scène Sonia Vollereaux, Comédie de Paris
- 2011 : L'Arbre à pain des iles Sandwich, de Patrick Cauvin, mise en scène Jean-Pierre Prévost, festival de Valréas